# Westport (Ierland)
Westport is een plaats in het Ierse graafschap Mayo. De plaats telt 5140 inwoners.

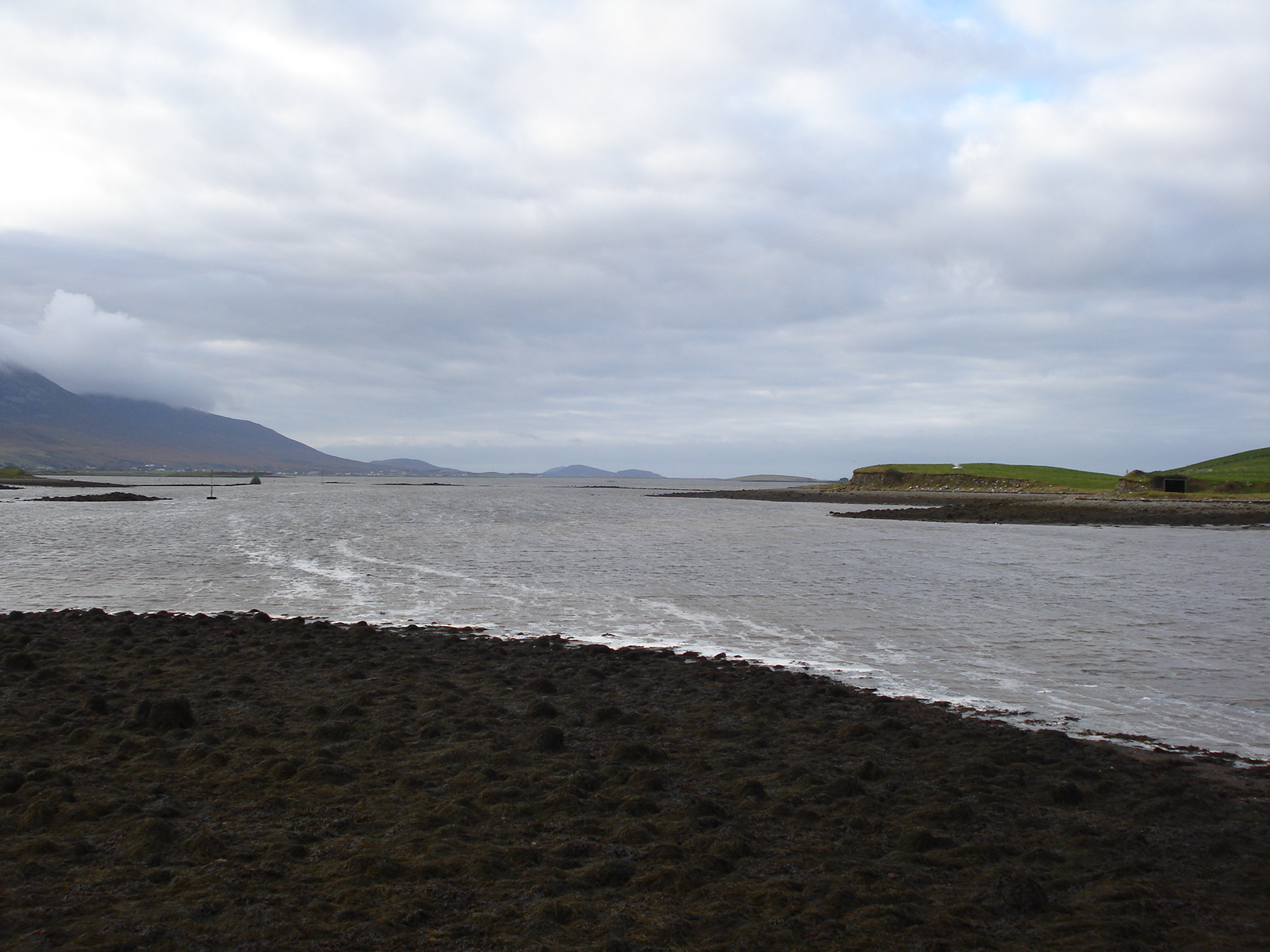
Uitzicht over Clew Bay
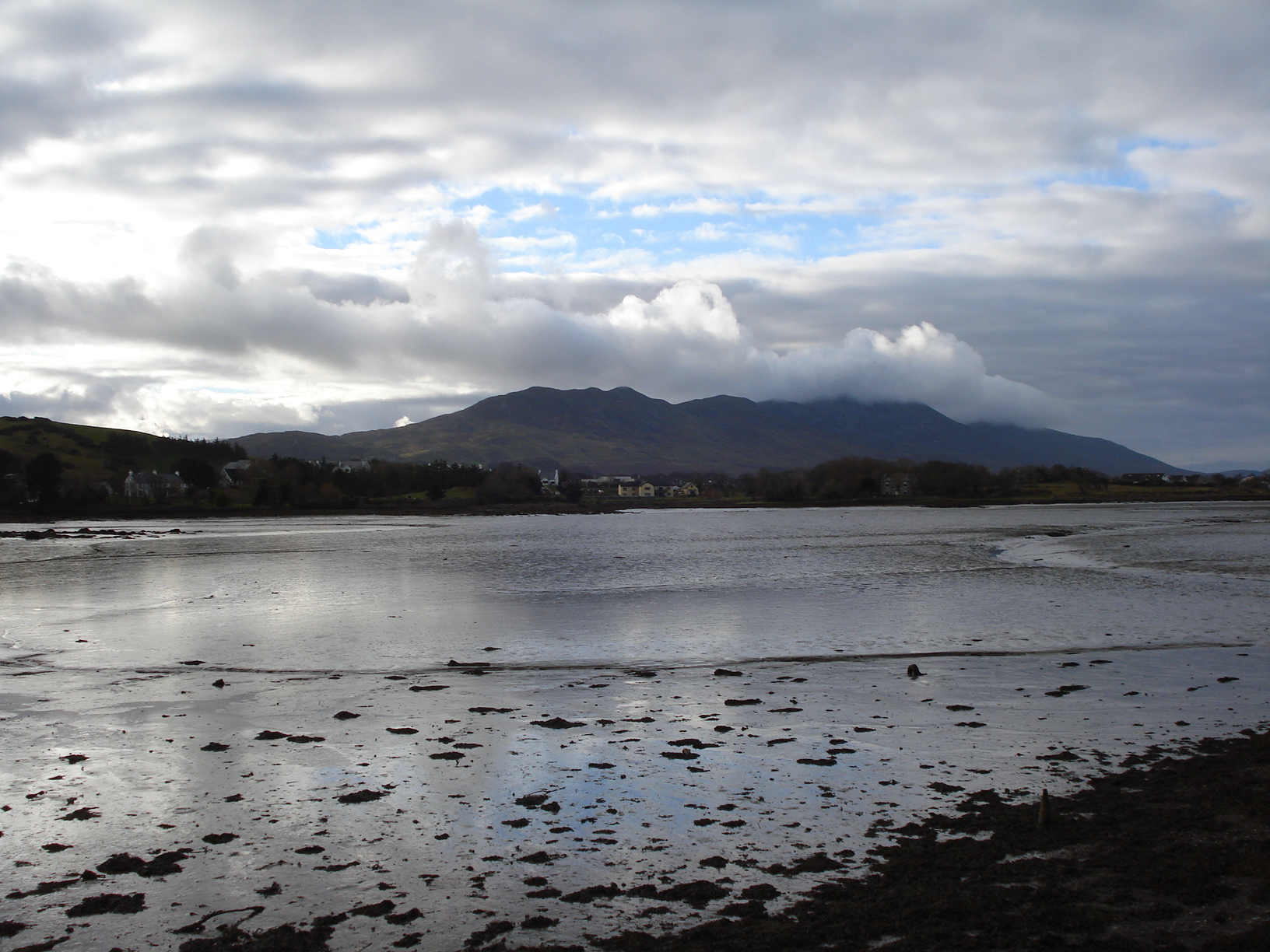
Croagh Patrick gezien vanaf Westport over Clew Bay. De top van Croagh Patrick gaat verscholen achter de wolken
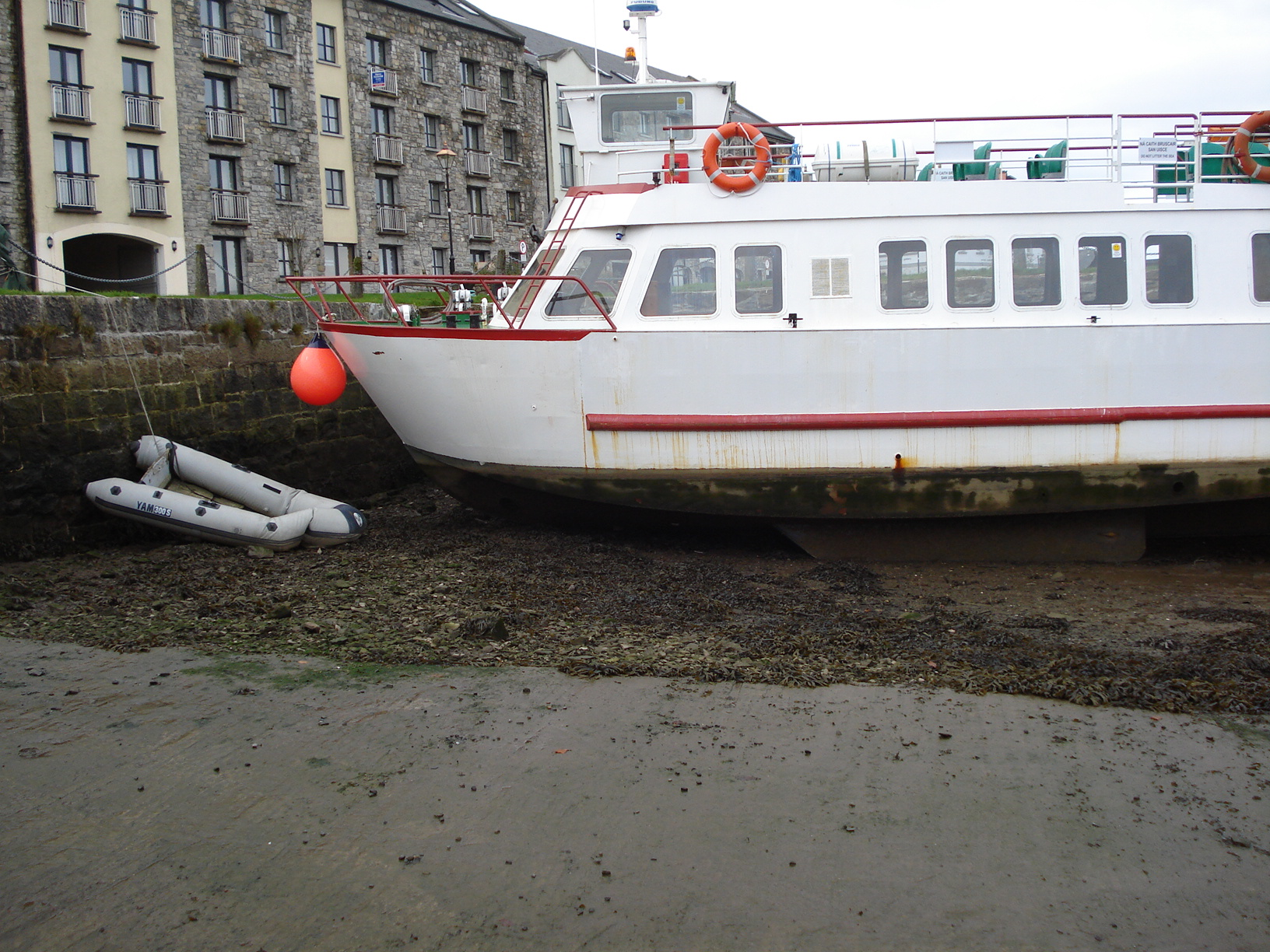
De haven van Westport staat, hoewel het vrij ver inland is gelegen, nog steeds onder invloed van het getijde
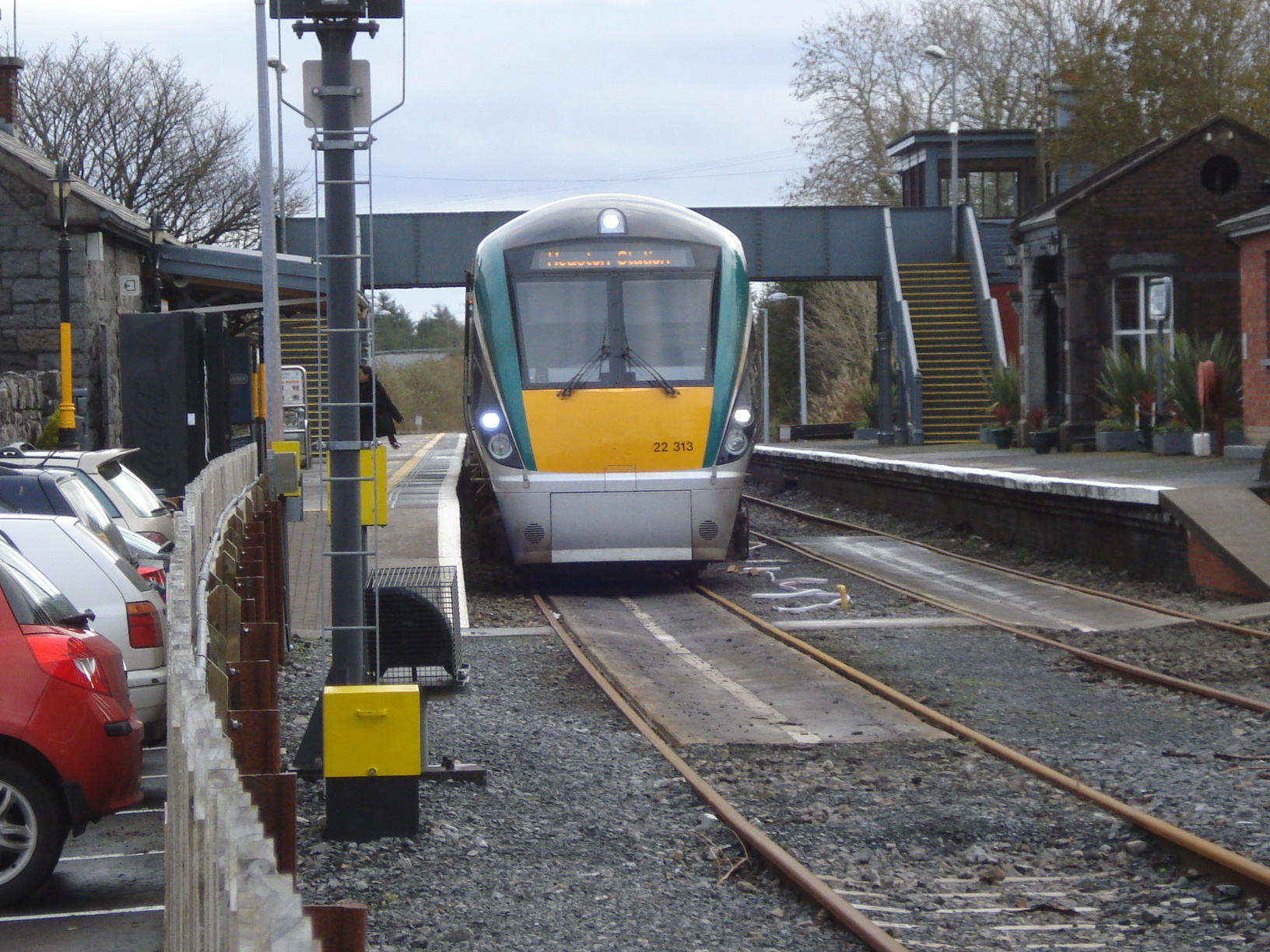
Station Westport